# SpaceX第一次星舰轨道试飞任务
SpaceX第一次星艦軌道試飛任務，是SpaceX星艦與超級重型推進器兩節的首次系統聯合發射。此次發射使SpaceX星艦系統成為史上已發射火箭中長度與推力最大者，推力達到土星五號的兩倍。2023年4月20日，SpaceX星艦系統從位於德克薩斯州的SpaceX星港升空。按照原計劃，星艦將環繞地球軌道將近一周，再入大氣後在夏威夷州附近濺落；超級重型推進器則將於墨西哥灣受控降落。
星艦於倒數40秒進入最終檢查並暫停發射倒數，並在數分鐘後獲得發射總監放行並開始最終發射倒數。倒數8秒，超級重型推進器啓動發動機並發射。星艦在起飛時，有3具發動機發生數值異常而未被啓動，因此起飛時只有30具發動機正常運作。。爬升期間，先後有8具猛禽發動機（其中兩具為具向量控制的發動機）停止運作或發生爆炸，其中一次爆炸更導致1具液壓動力系統被摧毀，同時助推器的後端出現推進器泄露並起火，並在後續導致助推器與飛行電腦失去通訊，最終導致失去控制。發射後27秒，發動機19號因高能量事件導致失聯，緊接發動機17、18、19、20的防爆屏蔽罩因爆炸而摧毀。但星艦的高容錯率讓星艦持續升空。發射後85秒，根據馬斯克於推特空間表示，推進器已經失去所有矢量控制，無法跟隨原定軌道但依然持續爬升。發射後170秒，超級重型推進器上的主發動機關閉（MECO）。發射後180秒，星艦上級並沒有按計劃順利分離，並因星艦分離速度較低而開始進入失控並旋轉，此時超級重型推推器的發動機部分起火。發射後200秒，自主飛行安全系統的雷管按計劃啓動，但出現意外延遲，並耗時約40秒將星艦及超級重型推進器摧毀，最終推進器於發射後237.474秒於空中失壓解體，星艦亦因爆炸威力而與推進器分離，並同時於空中失壓解體。星艦及超級重型推進器殘骸濺落於墨西哥灣。軌道發射台A亦遭受破壞，其底部混凝土遭徹底摧毀並露出鋼筋結構，部分地基結構被擊飛至發射場數百米外，而濺起的塵埃更飄至數公里外，唯燃料管道估計未受損。附近的燃料處理設施亦有受損，兩個儲罐及一個廢棄儲水罐被混凝土擊中並出現嚴重凹陷，其中一個液氧儲罐更出現泄漏。
儘管軌道發射場受損嚴重，但馬斯克於推特空間表示，由於發射場損壞程度不算嚴重，發射場將於未來6至8個星期完成修復，並新增不鏽鋼水冷板塊於發射台正下方。飛行中止系統亦需要重新驗證，以便有效地即時摧毀艦體。
第二次星艦軌道試飛任務將會有大量升級，其中包括
- 對助推器推進劑泄漏的緩解措施，並改進發動機及助推器的可靠性
- 擴展助推器上的滅火系統，以減輕發動機艙起火所導致的問題
- 提升自主飛行安全系統(AFSS)的可靠性
- 新增熱級分離系統
- 發動機采用電力推力矢量控制(TVC)，讓故障點減少，並同時更爲節能

## 發射

### 飛行計劃
| 時間點    | 目標                                             | 2023年4月17日 | 2023年4月20日                                                              |
| --------- | ------------------------------------------------ | ------------- | -------------------------------------------------------------------------- |
| −02:00:00 | SpaceX發射主管進行投票，決定是否開啓燃料加注程序 | 成功          | 成功                                                                       |
| −01:39:00 | 超級重型助推器進行液氧及液態甲烷加注             | 成功          | 成功                                                                       |
| −01:22:00 | 興建進行液態甲烷加注                             | 成功          | 成功                                                                       |
| −01:17:00 | 星艦進行液氧加注                                 | 成功          | 成功                                                                       |
| −00:16:40 | 超級重型助推器上的猛禽發動機進行冷卻             | 成功          | 成功                                                                       |
| −00:00:40 | 流體接口進行排氣程序                             | 未能通過      | 在短暫終止倒數後繼續程序                                                   |
| −00:00:08 | 超級重型助推器發動機點火                         | 不適用        | 成功                                                                       |
| −00:00:06 | 超級重型助推器發動機啓動                         | 不適用        | 三具猛禽發動機啓動程序終止，因飛行控制軟件判定發動機狀態未符合啓動要求狀態 |
| 00:00:00  | 發射                                             | 不適用        | 成功起飛，但對發射場周邊造成一定程度破壞                                   |
| 00:00:55  | 最大動壓點 (火箭達到機械應力峰值)                | 不適用        | 較預期遲達到最大動壓點，其動壓亦較預期低                                   |
| 00:02:49  | 超級重型助推器發動機關閉(MECO)                   | 不適用        | 未有進行                                                                   |
| 00:02:52  | 分級                                             | 不適用        | 未有進行                                                                   |
| 00:02:57  | 星艦發動機點火                                   | 不適用        | 不適用                                                                     |
| 00:03:11  | 超級重型助推器進行反推                           | 不適用        | 不適用                                                                     |
| 00:04:06  |                                                  |               |                                                                            |
| 00:07:32  | 超級重型助推器進入穿音速                         | 不適用        | 不適用                                                                     |
| 00:07:40  | 超級重型助推器降落點火程序啓動                   | 不適用        | 不適用                                                                     |
| 00:08:03  | 超級重型助推器軟著陸                             | 不適用        | 不適用                                                                     |
| 00:09:20  | 星艦發動機關閉(SECO)                             | 不適用        | 不適用                                                                     |
| 01:17:21  | 星艦重返大氣層                                   | 不適用        | 不適用                                                                     |
| 01:28:43  | 星艦進入穿音速                                   | 不適用        | 不適用                                                                     |
| 01:30:00  | 星艦硬著陸太平洋海面上                           | 不適用        | 不適用                                                                     |

## 外部連結
- 官方网站 （页面存档备份，存于）